# الجزائر وأسلحة الدمار الشامل
الجزائر وأسلحة الدمار الشامل، حيث أنه في سنة 1991، قالت حكومة الولايات المتحدة أنها كشفت تفاصيل لبناء زعمت أنه لمفاعل نووي في الجزائر. واتهمت واشنطن بوست الجزائر بتطوير أسلحة نووية بمساعدة الحكومة الصينية. واعترفت الحكومة الجزائرية أنها تبني مفاعلاً نووي، لكنها نفت أي سرية في الموضوع أو أي غرض عسكري. المراقبة من خلال الأقمار الصناعية الأمريكية أيضاً اشارت بأن المفاعل لن يستخدم لأغراض عسكرية. وكانت الصين قد قامت سراً باتفاق مع الجزائر في عام 1983 للمساعدة على تطوير مفاعل نووي.
في نوفمبر من عام 1991، وضعت الجزائر المفاعل تحت ضمانات الوكالة الدولية للطاقة الذرية خضوعاً للضغوط الدولية. وقعت الجزائر معاهدة الحد من انتشار الأسلحة النووية في يناير 1995، وصادقت على اتفاقية حظر الأسلحة الكيميائية وفي أغسطس 2001، أنضمت الجزائر إلى اتفاقية الأسلحة البيولوجية.

## القلق الإسرائيلي
كشفت المخابرات الجزائرية أن إسرائيل تستخدم القمرين الاصطناعيين أفق، أفق 7 للتجسس على المنشآت الحيوية والعسكرية الجزائرية، فيما تسعى الجزائر إلى التزود بأجهزة مراقبة رادارية دقيقة لتأمين أجوائها، وأن القمر الاصطناعي أفق 7 يحاول الحصول على صور دقيقة للقاعدة الجوية الجزائرية في أم البواقي التي تعتبر أكبر قاعدة جوية عسكرية في أفريقيا وتربض فيها اسراب من الطائرات الحربية الروسية الصنع في غالبيتها، واشارت التقرير أن أفق 7 سبق ان التقط صورا للمفاعلين النوويين الجزائريين «نور» في منطقة الدرارية و«السلام» في منطقة عين وسارة، ووضعت الجزائر مفاعليها السلميين تحت رقابة الوكالة الدولية للطاقة الذرية، لكن إسرائيل تزعم أن الجزائر تستخدم المفاعلين لاغراض غير سلمية.
وفي السياق نفسه، يعمل القمر الاصطناعي الإسرائيلي أفق 7 على التقاط صور دقيقة لعدد من المنشآت العسكرية الجزائرية، من بينها ثكنات منتشرة عبر المحافظات الداخلية.
وقالت مصادر جزائرية «ان هذه المساعي الإسرائيلية زادت بعد إبرام الجزائر صفقات كبيرة لشراء الاسلحة خاصة مع روسيا، جعلتها في المرتبة الثالثة عربيا والثانية افريقيا من حيث التسلح».

## وصلات خارجية
- الموقع الرسمي لمركز البحث النووي بالجزائر